# シメチジン
シメチジン（Cimetidine）は、ヒスタミンH2受容体拮抗薬（H2ブロッカー）の一つである。H2受容体と拮抗することにより胃酸分泌を抑制することから胃酸抑制薬として使用される。商標名タガメット。H2受容体を拮抗する薬物としては他にファモチジンなどが存在する。イヌやネコの胃炎や消化管潰瘍にも使用される。

## 効能・効果
錠剤・細粒
胃潰瘍、十二指腸潰瘍、吻合部潰瘍、Zollinger-Ellison症候群、逆流性食道炎、上部消化管出血（消化性潰瘍、急性ストレス潰瘍、出血性胃炎による）、胃粘膜病変（びらん、出血、発赤、浮腫）の改善（急性胃炎、慢性胃炎の急性増悪期）
注射剤
上部消化管出血（消化性潰瘍、急性ストレス潰瘍、出血性胃炎による）、侵襲ストレス（手術後に集中管理を必要とする大手術、集中治療を必要とする脳血管障害・頭部外傷・多臓器不全・重症熱傷等）による上部消化管出血の抑制、麻酔前投薬

## 副作用
重大な副作用として添付文書に記載されているものは、
- ショック、アナフィラキシー様症状、意識障害、痙攣、
- 再生不良性貧血、汎血球減少、無顆粒球症、血小板減少、
- 間質性腎炎、急性腎不全、肝障害（黄疸、AST(GOT)上昇、ALT(GPT)上昇等）、心ブロック（房室ブロック等）
- 皮膚粘膜眼症候群（Stevens-Johnson症候群）、中毒性表皮壊死症（Lyell症候群）

である。
治験時の副作用発現率は明らかにされていない。

## 作用機序
シメチジンはH2受容体拮抗薬である。
シメチジンには他に、弱い抗アンドロゲン作用があり、特に高用量で男性に対して臨床的に影響を及ぼす。動物のアンドロゲン受容体とテストステロンまたはジヒドロテストステロンとの結合を直接阻害する。さらに、エストロゲン 代謝を阻害するので、エストロゲンの血中濃度を上昇させる。関連して、シメチジンは小規模臨床試験でニキビや男性型脱毛症に対する効果が見られているが、男性型多毛症や性ホルモン関連悪性腫瘍（乳癌や前立腺癌等）に対しては効果が見られなかった。シメチジンの抗アンドロゲン作用は、一部の副作用、魔乳や女性の無月経、男性の女性化乳房や勃起不全の原因となる。抗アンドロゲン作用に加えて、シメチジンにはエストラジオールの2-ヒドロキシル化（恐らくCYP3A4等のシトクロムP450酵素による）抑制作用もあり、エストロゲン量を上昇させるので、これらの副作用が増加すると思われる。その上、エストロゲンが増加するとテストステロン量が減少し、プロラクチン量が増加する。

## 他のH2ブロッカーにない作用
- 未確認の薬効として、血管内皮細胞の管腔形成を阻害するため、腫瘍血管の新生を阻害し、がん組織の増殖を抑える可能性があり、転移の予防を示唆する、との動物実験結果がある[24]。
- 偽痛風の予防として有効とされる。透析時の異所性石灰化に有効だったという報告があり、ピロリン酸カルシウム沈着症などの偽痛風に応用され、有効性が確認されている。偽痛風による沈着した石灰化病変が溶け出して薄くなることもある。（しかしながら近年、同じH2ブロッカーであるファモチジンにも同様の作用があるとの報告がなされている。）
- 石灰沈着性腱板炎に効果がみられるとの報告がある[25]。